# Aero L-159 Alca
El Aero L-159 ALCA (acrónimo en inglés de Advanced Light Combat Aircraft, "avión de combate ligero avanzado") es un avión de combate polivalente fabricado por la compañía Aero Vodochody en la República Checa. Realizó su primer vuelo el 2 de agosto de 1997, y en el año 2009 únicamente se encontraba en servicio en la Fuerza Aérea Checa.

## Componentes
Canadá -  Estados Unidos -  Finlandia -  Israel -  Italia -  Noruega -  Reino Unido -  República Checa -  República de China -  Turquía

### Electrónica

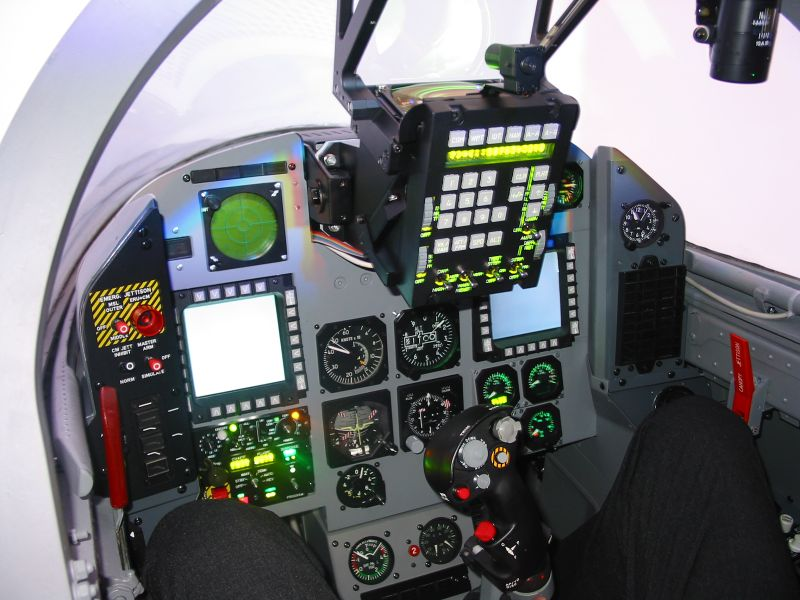
Cabina original

| Sistema                                         | País                                        | Fabricante                             | Notas                          |
| ----------------------------------------------- | ------------------------------------------- | -------------------------------------- | ------------------------------ |
| Redes de datos                                  |                                             |                                        | MIL-STD-1553B                  |
| Radar                                           | Bandera de Italia                           | Leonardo S.p.A.                        | Modelo Grifo L                 |
| Radio                                           | Bandera de Estados Unidos                   | Rockwell Collins                       | AN/ARC-182                     |
| Pantalla de visualización frontal               | Bandera de Estados Unidos                   | Flight Visions Inc.                    | Modelo FV-3000                 |
| Pantallas multifunción (original)               | Bandera de Estados Unidos                   | Honeywell                              | 4"×4"                          |
| Pantallas multifunción (opción)                 | Bandera de Estados Unidos                   | Industrial Electronics Engineers, Inc. | 5"×6,7"                        |
| HMI SDK mejorado                                | Bandera de Estados Unidos                   | ENSCO                                  | IData                          |
| Integración de la aviónica mejorada             | Bandera de Estados Unidos                   | Vdot Systems                           |                                |
| Sistema de escape (original)                    | Bandera de República Checa                  |                                        | Asiento eyectable modelo VS-20 |
| Sistema de escape mejorado (opción)             | Bandera de República Checa                  |                                        | Asiento eyectable modelo VS-20 |
| Sistema de advertencia de radar (RWR, original) | Bandera del Reino Unido                     | BAE Systems                            | Modelo Sky Guardian 200        |
| Sistema de advertencia de radar (RWR, opción)   | Bandera de Italia · Bandera del Reino Unido | Selex ES                               | Modelo SEER                    |
| Lanzadores de chaff y bengalas                  | Bandera del Reino Unido                     | Vinten                                 | Modelo Vicon 78 Series 455     |
| Pod de designación de objetivos (opción)        | Bandera de Israel                           | Rafael Advanced Defense Systems        | LITENING                       |
| Pod de designación de objetivos (opción)        | Bandera de Turquía                          | Aselsan                                | ASELPOD                        |

### Armamento

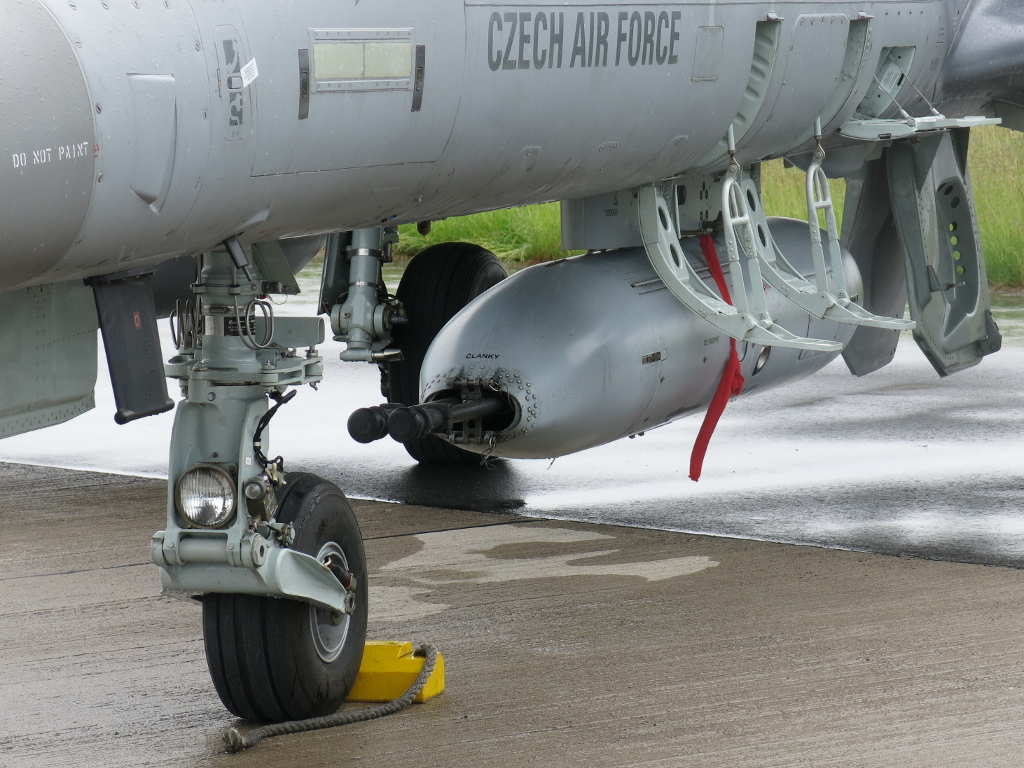
PL-20

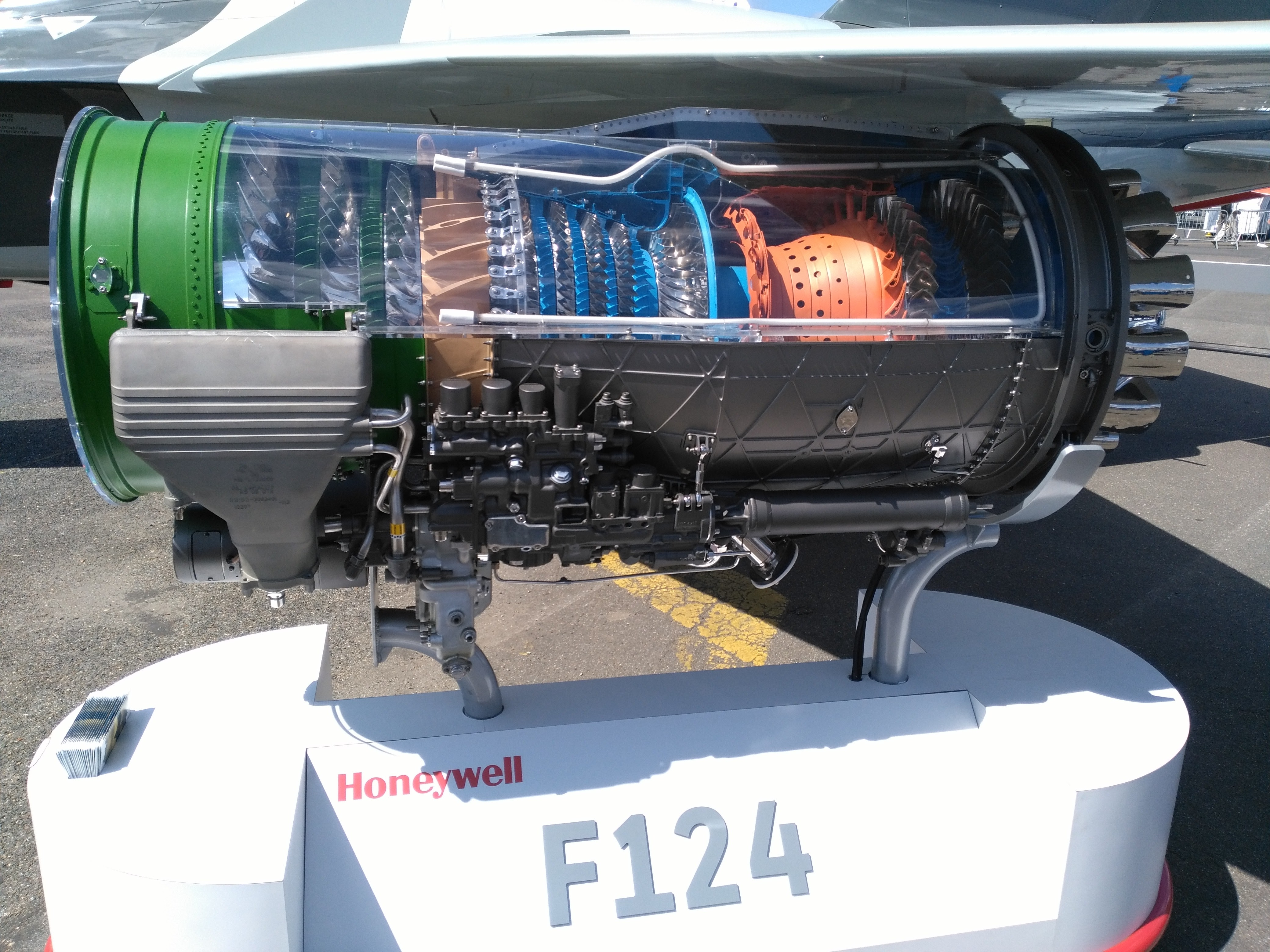
F124

| Sistema                                                   | País                                                                  | Fabricante                                 | Notas                               |
| --------------------------------------------------------- | --------------------------------------------------------------------- | ------------------------------------------ | ----------------------------------- |
| Pod de cañón (opción)                                     | Bandera de República Checa                                            | ZVI                                        | PL-20 Plamen. 2. 2 × 20 mm cada uno |
| Cohete CRV7 de 70mm                                       | Bandera de Canadá                                                     | Bristol Aerospace                          |                                     |
| Kit de guiado láser Paveway II para bombas de caída libre | Bandera de Estados Unidos                                             | Lockheed Martin Raytheon Texas Instruments |                                     |
| Misil aire-superficie AGM-65 Maverick                     | Bandera de Estados Unidos                                             | Raytheon                                   |                                     |
| Misil aire-aire de corto alcance AIM-9 Sidewinder         | Bandera de Estados Unidos · Bandera de Finlandia · Bandera de Noruega | Raytheon NAMMO                             |                                     |
| Bomba Mark 82                                             | Bandera de Estados Unidos                                             | General Dynamics                           | 225 kg.                             |
| Bomba Mark 83                                             | Bandera de Estados Unidos                                             | General Dynamics                           | 450 kg.                             |
| Bomba de racimo CBU-87                                    | Bandera de Estados Unidos                                             | Aerojet Honeywell                          | Prohibida por 112 países            |

### Propulsión
| Sistema | País                                          | Fabricante | Notas           |
| ------- | --------------------------------------------- | ---------- | --------------- |
| Motor   | Bandera de Estados Unidos · Bandera de Taiwán | ITEC       | 1 × F124-GA-100 |

## Variantes

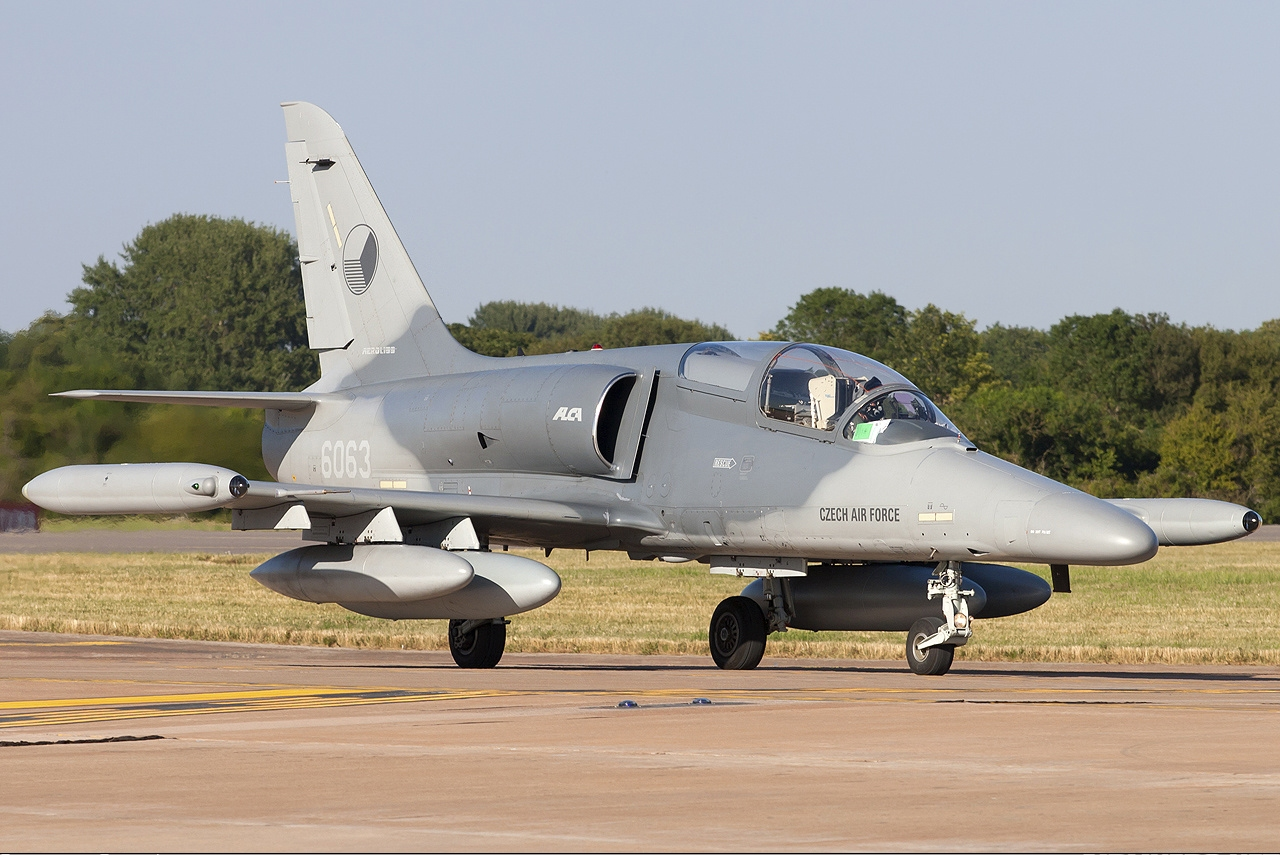
Un L-159A ALCA en el RIAT de 2006.

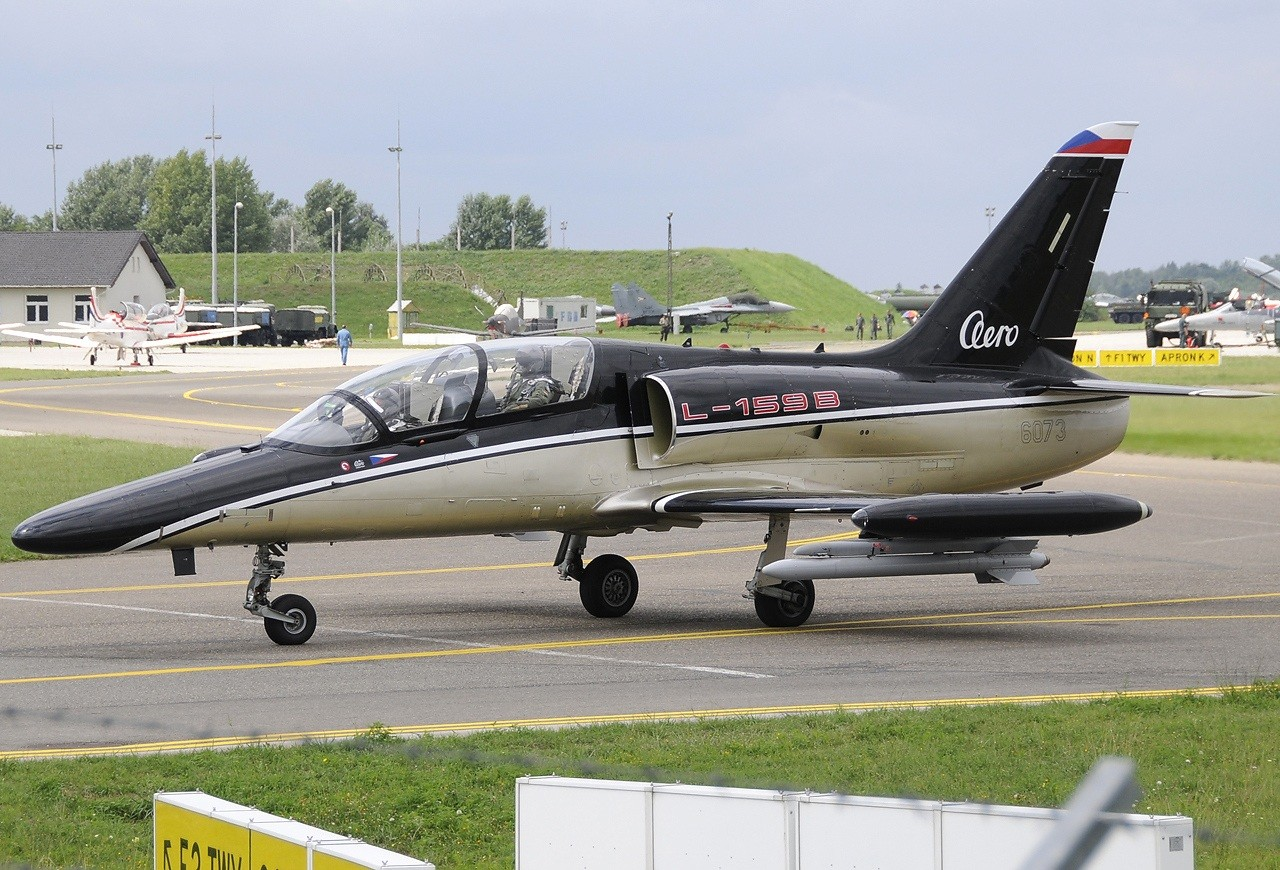
Un L-159B ALCA en la Base Aérea de Kecskemet, Hungría.

### L-159A
El L-159A es un avión de combate monoplaza ligero polivalente diseñado para realizar varios tipos de misiones aire-aire, aire-tierra y de reconocimiento. Está equipado con un radar de impulsos Doppler multimodo Grifo-L, una variante del Grifo-F, que opera en la banda X con capacidad todo tiempo tanto de día como de noche. Puede portar un amplio rango de armamento estándar de la OTAN, incluyendo misiles aire-aire, misiles aire-tierra y bombas guiadas por láser. El L-159A ya no se encuentra en producción y sólo presta servicio operativo en la Fuerza Aérea Checa.

### L-159B
El L-159B es la versión biplaza derivada del L-159A principalmente diseñado para entrenamiento avanzado y operacional / orientado al combate. La configuración del L-159B puede también modificarse para requisitos específicos y adaptarla a las necesidades del entrenamiento básico. Así como para misionas aire-tierra, patrulla y reconocimiento.

### L-159T1
El L-159T1 es un entrenador biplaza usado por la Fuerza Aérea Checa. Todos los L-159T1 fueron creados a partir de modificar estructuras de aviones L-159A que estaban almacenados. El primer vuelo de esta derivación tuvo lugar el 8 de marzo de 2007.

### L-159BQ
El L-159BQ es una variante biplaza de entrenamiento desarrollada para la Fuerza Aérea Iraquí.

## Operadores
República Checa
- Fuerza Aérea Checa: opera 24 L-159A/L-159B y 4 L-159T.

 Irak
- Fuerza Aérea Iraquí: En octubre de 2012 realizó un pedido por 24 L-159BQ de nueva construcción y 4 L-159T1 de segunda mano.[4]

 España
- Airbus Military: recibió 5 L-159 como pago en especie por la venta del CASA C-295 a la Fuerza Aérea Checa. En un primer momento, el contrato preveía la reventa de los aviones L-159 a Bolivia, pero, al poseer tecnología americana, los Estados Unidos prohibieron la venta de los aviones a Bolivia, por lo que CASA-EADS tuvo que quedarse con los aviones.[5] En enero de 2012 EADS-CASA devolvió 1 de los L-159 a la República Checa como compensación por los problemas encontrados en los C-295 que les entregaron.[6] Los L-159 restantes fueron vendidos por EADS-CASA a Lewis Fighter Fleet LLC, una empresa privada de servicios militares, que los usa para la protección de sus clientes. En la actualidad ni España ni EADS-CASA poseen ningún L-159.

## Potenciales operadores
- Fuerza Aérea Austriaca
- Fuerza Aérea Lituana
- Fuerza Aérea Húngara
- Fuerza Aérea Boliviana (EE. UU. vetó la compra para Bolivia por su motor de origen estadounidense dados los choques habidos con el Gobierno de Evo Morales)
- Fuerza Aérea Israelí
- Fuerza Aérea Paraguaya
- Ejército del Aire Español han mostrado cierto interés en su adquisición.[7][8][9]

## Especificaciones (L-159A)

### Características generales
- Tripulación: 1 (piloto)
- Longitud: 12,7 m (41,7 ft)
- Envergadura: 9,5 m (31,3 ft)
- Altura: 4,9 m (16 ft)
- Peso vacío: 4350 kg (9587,4 lb)
- Peso máximo al despegue: 8000 kg (17 632 lb)
- Planta motriz: 1× turbofán Honeywell/ITEC F124-GA-100.
  - Empuje normal: 28 kN (2855 kgf; 6295 lbf) de empuje.

### Rendimiento
- Velocidad máxima operativa (Vno): 955 km/h (593 MPH; 516 kt)
- Alcance: 1570 km (848 nmi; 976 mi)
- Techo de vuelo: 13 200 m (43 307 ft)
- Régimen de ascenso: 68 m/s (13 386 ft/min)

### Armamento
- Armas de proyectiles: ZVI Plamen PL-20 20×102mm
- Puntos de anclaje: 7 (3 bajo cada ala, y 1 bajo el fuselaje) con una capacidad de 2.340 kg, para cargar una combinación de:  
  - Bombas: varias guiadas y sin guiar
  - Misiles: 

    - Aire-aire: AIM-9M Sidewinder, IRIS-T, AIM-132 ASRAAM
    - Aire-superficie: AGM-65 Maverick, AGM-88 HARM

### Aviónica
- Radar Grifo-L

### Desarrollos relacionados
- Aero L-39 Albatros
- Aero L-59 Super Albatros

### Aeronaves similares
- Yakovlev Yak-130
- CASA AX
- CASA C-101 Aviojet
- Aermacchi MB-339
- AMX International AMX
- BAE Hawk
- Dassault/Dornier Alpha Jet
- FMA IA 63 Pampa
- Kawasaki T-4
- Soko G-4 Super Galeb
- PZL I-22 Iryda